# Luna presente
Luna presente è il decimo album di Ivan Cattaneo, pubblicato nel 2005.

## Il disco
Dopo ben 13 anni di silenzio discografico, l'artista torna nel 2005 con un nuovo album in studio, Luna presente.
L'intero disco ruota attorno alla Luna e dalle emozioni che ogni suo mare metafisico rappresenta.
L'album è incentrato su un sound moderno di musica elettronica e presenta 12 nuovi brani, dei quali due del passato rivisitati per l'occasione (Polisex e Crudele)
Luna presente è prodotto da Roberto Cacciapaglia (già arrangiatore negli album degli anni ottanta dell'artista e da Roy Tarrant.
Con l'occasione, Ivan celebra i suoi 30 anni di carriera artistica e si riconferma cantautore elettronico. 

## Tracce
1. Amare l'assente - mare della fecondità
2. Ricordati di te! - mare dei vapori
3. L'aria - mare della serenità
4. Buonanotte - mare delle piogge
5. Io canto accanto – mare della conoscenza
6. Polisex4 – mare degli umori
7. Baby you don't cry! – mare della tranquillità
8. Giochi proibiti – mare del nettare
9. Crudele – mare delle crisi
10. Brutto pensiero – mare delle nubi
11. Boys and girls – oceano delle tempeste
12. In/Con/Per: amore – mare del freddo